# Arhiv (računalništvo)
Arhív v računalništvu pomeni datoteko, ki vsebuje druge datoteke. Načelno ni nujno, da je arhivska datoteka stisnjena, ampak le povezuje datoteke in njihove strukture. V praksi pa večina arhivskih zapisov podpira tudi stiskanje arhiva.
Povsod v Unixu in njemu podobnih operacijskih sistemih se naleti na zapis tar. Prvotno je bil namenjen shranjevanju datotek na magnetni trak, dandanes pa se splošno rabi za združevanje datotek, preden se jih stisne, navadno s programi gzip ali bzip2. Drugi arhivski zapisi so ar in shar.
V okolju Microsoft Windows prevladuje arhivski zapis ZIP. Drugi zapisi, ki so v rabi, so še RAR, ACE, ARJ in 7z. Na Amigah sta standard zapisa LHA in LZX, na računalnikih Apple Macintosh pa je najpogostejši Stuffit.